# Września
Września (udtale: [ˈvʐɛɕɲa]); tysk: Wreschen)   er en by i den centrale  del af  voivodskabet Storpolen i  det vestlige centrale del af Polen. Byen   har 31.986(2021) indbyggere og et areal på		12,73 km², og er administrationsby  i  powiatet Września.

## Historie
Września blev nævnt første gang i 1256 i et dokument fra Poznań. Tidlige kilder taler om Wressna (1317) eller Wresna (1364). Września fik stadsrettigheder før 1357. Det var en privat by, ejet af forskellige polske adelsfamilier, administrativt beliggende i Kalisz Voivodeskab i Storpolen i Kongeriget Polens krone. Wrześnias bruger de første ejere af byen, Poraj-familien våbenskjold. Byen havde årlige messer og ugentlige markeder. Byen blev brændt ned 1664 (andre kilder taler om 1656) i krigen mod Sverige. Størstedelen af indbyggerne var polakker, men siden midten af 1600-tallet har der også været tyske bosættere.
Byen blev annekteret af Kongeriget Preussen i 1793 efter Polens anden deling. Efter den vellykkede Storpolske opstand (1806) blev den genvundet af polakkerne og inkluderet i det kortvarige Hertugdømmet Warszawa, men den faldt tilbage til Preussen i 1815. For at modstå germaniseringen  grundlagde lokale polakker  adskillige organisationer og deltog også i Storpolske opstand (1848) (en) og januaropstanden (1863). Den 2. maj 1848 udkæmpede de polske oprørere en sejrrig kamp mod preusserne i den nærliggende landsby Sokołowo, lige nord for Września. I 1875 fik Września en jernbaneforbindelse med Gniezno og Wrocław, og i 1882 også med Poznań.

## Galleri
- Markedspladsen
- Wrzesińskie-søen med Helligkorskirken i baggrunden
- Monument for børnenen i Września
- Poniński slottet